# Blues Incorporated
Blues Incorporated fue una banda británica de R&B. Fue fundada en 1961 por Alexis Korner y Cyril Davies, permaneciendo activa hasta su disolución en 1966. A ellos se unieron el baterista Charlie Watts, el cantante Long John Baldry, el bajista Jack Bruce y el saxofonista Dick Heckstall-Smith. También formaron parte de ella Terry Cox, Ginger Baker, Danny Thompson, Graham Bond, Cyril Davies, Malcolm Cecil y Mick Jagger. Charlie Watts y Mick Jagger serían miembros poco tiempo después de The Rolling Stones.
Durante su existencia editaron cuatro EP: R&B from the Marquee (1962), At The Cavern (1964), Red Hot From Alex (1964) y Sky High (1965), y a pesar de nunca alcanzaron el éxito comercial con ninguna de sus producciones, es considerada la banda pionera del movimiento R&B en la Gran Bretaña.

## Discografía
- R&B from the Marquee (1962)
- At The Cavern (1964)
- Red Hot From Alex (1964)
- Sky High (1965)